# Gustav Stoewe
Gustav Stoewe (Potsdam, 1835 - 1891) fou un compositor i musicòleg alemany. Estudià al Conservatori de Berlín. Fou director de l'Escola de Música que portava el seu nom i que dirigí fins a la seva mort. Publicà una interessant obra estudiant les funcions dels músculs i dels tendons en l'execució pianística. Va escriure peces per a piano, lieder i obres d'estudi.